# Prionops alberti
L'averla piumata crestagialla (Prionops alberti Schouteden, 1933) è un uccello passeriforme della famiglia Vangidae.

## Etimologia
Il nome scientifico della specie, alberti, venne scelto in omaggio al re Alberto I del Belgio.

## Descrizione

### Dimensioni
Misura 22–24 cm di lunghezza, per 61-62 g di peso.

### Aspetto
Si tratta di uccelli dall'aspetto robusto, muniti di grossa testa squadrata e allungata, becco conico forte e appuntito, ali arrotondate, coda mediamente lunga e dall'estremità squadrata e zampe forti e grosse, anche se non molto lunghe.
Il piumaggio si presenta di colore nero lucido su tutto il corpo, con riflessi metallici bluastri e purpurei qua e là: l'area al di sopra di becco e occhi (fronte, vertice e nuca) è di un caratteristico colore giallo paglierino, al quale la specie deve il nome comune.
Il becco è di colore nerastro, le zampe sono di colore carnicino e gli occhi sono piuttosto grandi e di colore giallo chiaro, con evidente cerchio perioculare di color carnicino-rosato.

## Biologia
Si tratta di uccelli diurni, che vivono in gruppi familiari generalmente composti da 6-8 individui, che talvolta si congregano a creare piccoli stormi di una ventina d'individui: questi animali sono piuttosto vocali, coi vari membri di un gruppo che si tengono in contatto quasi costante fra loro durante il giorno.

### Alimentazione
La dieta dell'averla piumata crestagialla è in massima parte insettivora.

### Riproduzione
La stagione degli amori è legata alle piogge: i nidi vengono costruiti nel folto della vegetazione e verosimilmente tutti i membri del gruppo collaborano all'allevamento della prole. Mancano tuttavia altre informazioni riguardo all'evento riproduttivo in questa specie, che tuttavia non deve differenziarsi molto in termini di modalità e tempistica da quanto osservabile nelle altre averle piumate.

## Distribuzione e habitat
L'averla piumata crestagialla è endemica della Repubblica Democratica del Congo, della quale abita la porzione occidentale della Rift Valley (la cosiddetta faglia albertina) nel Kivu.
L'habitat di questi uccelli è rappresentato dalla foresta montana di bambù o di Hagenia, oltre che dalla foresta pluviale primaria e dalla foresta nebulosa.